# Temporada 1975-76 de los New York Knicks
La temporada 1975-76 fue la trigésima de los New York Knicks en la NBA. La temporada regular acabó con 38 victorias y 44 derrotas, ocupando el séptimo puesto de la conferencia, no logrando clasificarse para los playoffs.

## Elecciones en elDraft
| Ronda | Puesto | Jugador      | Posición | Nacionalidad   | Universidad   |
| ----- | ------ | ------------ | -------- | -------------- | ------------- |
| 1     | 9      | Gene Short   | Alero    | Estados Unidos | Jackson State |
| 2     | 26     | Ticky Burden | Escolta  | Estados Unidos | Utah          |
| 2     | 34     | Larry Fogle  | Escolta  | Estados Unidos | Canisius      |

## Temporada regular
| División Atlántico   | División Atlántico | División Atlántico | División Atlántico | División Atlántico | División Atlántico | División Atlántico | División Atlántico | División Atlántico |
| Equipo               | G                  | P                  | %                  | PD                 | Casa               | Fuera              | Div                |                    |
| -------------------- | ------------------ | ------------------ | ------------------ | ------------------ | ------------------ | ------------------ | ------------------ | ------------------ |
| y-Boston Celtics     | 54                 | 28                 | .659               | –                  | 31–10              | 23–18              | 13–8               |                    |
| x-Philadelphia 76ers | 46                 | 36                 | .561               | 8                  | 34–7               | 12–29              | 9–12               |                    |
| x-Buffalo Braves     | 46                 | 36                 | .561               | 8                  | 28–14              | 18–22              | 10–11              |                    |
| New York Knicks      | 38                 | 44                 | .463               | 16                 | 24–17              | 14–27              | 10–11              |                    |

## Estadísticas
| Rk | Jugador         | Edad | P  | PT | MP   | TC  | TCI  | %TC  | TL  | TLI | %TL   | RO  | RD  | RT   | AS  | RB  | TAP | BP | FP  | PTS  |
| -- | --------------- | ---- | -- | -- | ---- | --- | ---- | ---- | --- | --- | ----- | --- | --- | ---- | --- | --- | --- | -- | --- | ---- |
| 1  | Walt Frazier    | 30   | 59 |    | 41.1 | 8.0 | 16.4 | .485 | 3.2 | 3.8 | .823  | 1.3 | 5.4 | 6.8  | 5.9 | 1.8 | 0.2 |    | 2.8 | 19.1 |
| 2  | Earl Monroe     | 31   | 76 |    | 38.0 | 8.5 | 17.8 | .478 | 3.7 | 4.7 | .787  | 0.6 | 3.0 | 3.6  | 4.0 | 1.5 | 0.3 |    | 2.8 | 20.7 |
| 3  | Spencer Haywood | 26   | 78 |    | 37.1 | 7.8 | 17.4 | .445 | 4.3 | 5.7 | .757  | 3.0 | 8.3 | 11.3 | 1.2 | 0.7 | 1.0 |    | 3.3 | 19.9 |
| 4  | Bill Bradley    | 32   | 82 |    | 33.0 | 4.8 | 11.0 | .433 | 1.6 | 1.8 | .878  | 0.6 | 2.3 | 2.9  | 3.0 | 0.8 | 0.2 |    | 3.1 | 11.1 |
| 5  | John Gianelli   | 25   | 82 |    | 28.4 | 4.0 | 8.4  | .473 | 1.4 | 2.0 | .713  | 2.3 | 4.5 | 6.7  | 1.4 | 0.3 | 0.8 |    | 2.4 | 9.3  |
| 6  | Butch Beard     | 28   | 60 |    | 24.2 | 3.2 | 6.8  | .475 | 2.0 | 2.6 | .755  | 1.5 | 3.0 | 4.5  | 2.9 | 1.2 | 0.1 |    | 3.0 | 8.4  |
| 7  | Phil Jackson    | 30   | 80 |    | 18.3 | 2.3 | 4.8  | .478 | 1.4 | 1.9 | .733  | 1.0 | 3.3 | 4.3  | 1.3 | 0.5 | 0.3 |    | 3.4 | 6.0  |
| 8  | Neal Walk       | 27   | 82 |    | 16.3 | 3.2 | 7.4  | .432 | 1.0 | 1.2 | .798  | 1.2 | 3.5 | 4.7  | 1.5 | 0.3 | 0.3 |    | 2.5 | 7.4  |
| 9  | Jim Barnett     | 31   | 71 |    | 14.5 | 2.3 | 5.2  | .442 | 1.3 | 1.6 | .789  | 0.7 | 0.6 | 1.2  | 1.3 | 0.3 | 0.0 |    | 1.2 | 5.9  |
| 10 | Mel Davis       | 25   | 42 |    | 9.7  | 1.8 | 4.6  | .394 | 0.5 | 0.7 | .759  | 1.0 | 2.5 | 3.5  | 0.7 | 0.4 | 0.1 |    | 1.3 | 4.1  |
| 11 | Harthorne Wingo | 28   | 57 |    | 9.4  | 1.3 | 2.9  | .442 | 0.7 | 1.1 | .667  | 0.8 | 1.1 | 1.9  | 0.3 | 0.3 | 0.1 |    | 1.0 | 3.2  |
| 12 | Dennis Bell     | 24   | 10 |    | 7.6  | 0.8 | 2.1  | .381 | 0.3 | 0.7 | .429  | 0.4 | 1.0 | 1.4  | 0.3 | 0.6 | 0.1 |    | 1.1 | 1.9  |
| 13 | Larry Fogle     | 22   | 2  |    | 7.0  | 0.5 | 2.5  | .200 | 0.0 | 0.0 |       | 0.5 | 1.0 | 1.5  | 0.0 | 0.5 | 0.0 |    | 2.0 | 1.0  |
| 14 | Gene Short      | 22   | 27 |    | 6.9  | 1.0 | 3.0  | .325 | 0.7 | 1.1 | .633  | 0.6 | 0.9 | 1.5  | 0.3 | 0.3 | 0.1 |    | 1.1 | 2.6  |
| 15 | Ken Mayfield    | 27   | 13 |    | 4.9  | 1.3 | 3.5  | .370 | 0.2 | 0.2 | 1.000 | 0.1 | 0.5 | 0.6  | 0.3 | 0.0 | 0.0 |    | 1.4 | 2.8  |

## Galardones y récords
| Jugador      | Galardón |
| Walt Frazier | All-Star |